# Psicoterapia positiva

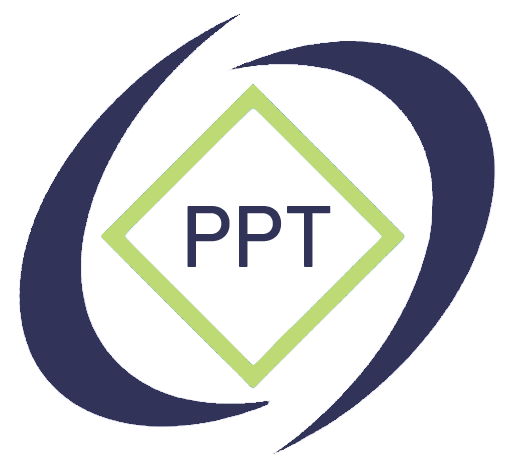
Figura 1. Psicoterapia positiva y transcultural (PPT según N. Peseschkian desde 1977)

La psicoterapia positiva (llamada PPT por Nossrat Peseschkian desde 1977) es un método psicoterapéutico desarrollado en Alemania a partir de 1968 por el psiquiatra y psicoterapeuta Nossrat Peseschkian y sus colaboradores. La PPT es una forma de psicoterapia psicodinámica humanista que se basa en una concepción positiva de la naturaleza humana. Es un método integrador  que incluye elementos humanistas, sistémicos, psicodinámicos y cognitivo-conductuales. Desde el año 2014, se encuentran centros especializados y ofertas de programas de formación en veinte países alrededor del mundo. No debe confundirse con la psicología positiva.

## Descripción
La psicoterapia positiva (PPT) es un enfoque terapéutico desarrollado por Nossrat Peseschkian durante las décadas de 1970 y 1980.
Inicialmente conocida como "análisis diferenciacional", fue rebautizada posteriormente como psicoterapia positiva cuando Peseschkian publicó su obra en 1977, la cual fue más adelante traducida al inglés en 1987. El término "positivo" o "positivus" (del latín) en PPT se refiere a los aspectos actuales, reales y concretos de las experiencias humanas.
El objetivo principal de la psicoterapia positiva y de quienes la practican es ayudar a los pacientes y clientes a reconocer y cultivar sus capacidades, fortalezas, recursos y potenciales. Este enfoque combina elementos de diversas modalidades de psicoterapia, entre ellas
- una perspectiva humanista sobre la naturaleza humana y la alianza terapéutica,
- una comprensión psicodinámica de los trastornos mentales y psicosomáticos,
- un enfoque sistémico que tiene en cuenta la familia, la cultura, el trabajo y el entorno, así como un enfoque práctico, de autoayuda y de
- un proceso terapéutico de cinco pasos orientado a la consecución de objetivos que integra técnicas de distintos métodos terapéuticos.[5]

La PPT se caracteriza por su enfoque centrado en el conflicto y orientado a los recursos, que se nutre de observaciones transculturales entre más de veinte diversas culturas. Situada entre la terapia cognitivo-conductual manualizada y la psicoterapia analítica orientada al proceso, la PPT emplea un enfoque semiestructurado para el diagnóstico, el tratamiento, la autoayuda posterapéutica y la formación.

## Sobre el fundador

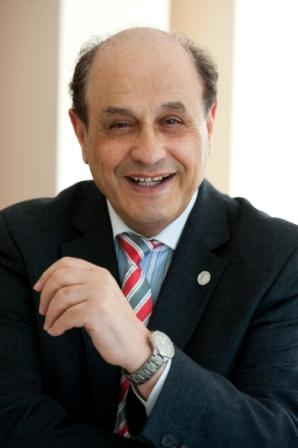
Figura2. Dr. Nossrat Peseschkian

Nossrat Peseschkian, fundador de la psicoterapia positiva, fue un psiquiatra, neurólogo, psicoterapeuta y especialista en medicina psicosomática alemán de ascendencia iraní. A finales de los años sesenta y principios de los setenta, Peseschkian se inspiró en diversas fuentes:
- El espíritu imperante en aquella época que dio origen a la psicología humanista y a sus posteriores avances.
- Interacciones personales con notables e influyentes psicoterapeutas y psiquiatras como Viktor Frankl, Jacob L. Moreno y Heinrich Meng, entre otros.
- Los principios y valores humanistas e integradores de la Fe Baháʼí.
- La búsqueda de un enfoque integrador, en particular debido a las experiencias negativas de los conflictos entre psicoanalistas y terapeutas conductuales en Alemania durante ese tiempo.
- Amplias observaciones transculturales impulsadas por la búsqueda de una metodología culturalmente sensible.

Peseschkian está vinculado al desarrollo de este enfoque, ya que su biografía y su personalidad influyeron notablemente en su creación. Peseschkian fue descrito por su biógrafo como un "vagabundo entre dos mundos" (); su biografía se subtituló Oriente y Occidente.
Según Peseschkian, el desarrollo de la psicoterapia positiva fue motivado por su experiencia como iraní residente en Europa a partir de 1954, lo cual lo hizo profundamente consciente de las diferencias de comportamiento, costumbres y actitudes entre culturas.
Esta conciencia comenzó en la infancia observando cómo sus costumbres religiosas diferían de las de sus compañeros y maestros musulmanes, cristianos y judíos. Sus experiencias lo llevaron a reflexionar sobre las relaciones entre diferentes religiones y personas, y a comprender que las diferentes actitudes provienen de cosmovisiones y conceptos familiares. Durante su formación especializada, Peseschkian fue testigo de enfrentamientos entre distintos métodos psiquiátricos, neurológicos y psicoterapéuticos, experiencias que le enseñaron la importancia de desechar los prejuicios.
La psicoterapia positiva se remonta a los fundamentos de la psicología humanista y la psicoterapia establecidos por Kurt Goldstein, Abraham Maslow y Carl Rogers ().La fuerte influencia del psicoanálisis y sus desarrollos posteriores, incluidos los enfoques neofreudiano, psicosomático y orientado a la focalización, como el de Balint, también configuraron la perspectiva de Peseschkian. En respuesta a estas divisiones, aspiró a construir una metateoría que pudiera salvar las distancias entre ellas. Al mismo tiempo, ciertos principios de la Fe Bahá'í fascinaron e inspiraron a Peseschkian durante toda su vida. Estos principios abarcaban la armonía entre ciencia y religión, el concepto bahá'í del ser humano como una "mina rica en gemas de valor inestimable" y la visión de una sociedad global que abarcase la diversidad cultural. Estos principios desempeñaron un papel importante en la configuración de su obra y su perspectiva filosófica.
El avance de la psicoterapia positiva puede atribuirse a varios factores que han contribuido a su desarrollo a lo largo del tiempo. Estos factores incluyen los conocimientos adquiridos en la formación médica continua, las experiencias adquiridas a través del trabajo con pacientes en prácticas psicoterapéuticas y psicosomáticas, las interacciones con individuos de diversas culturas, religiones y sistemas de valores, así como la naturaleza diversa y variada de los métodos psicoterapéuticos. Estas experiencias acumulativas culminaron en la creación del "Análisis Diferencial" en 1969, que posteriormente fue perfeccionado y emergió como psicoterapia positiva en 1977. Los títulos de los primeros libros escritos por Peseschkian, como Psychotherapy of Everyday Life (1974) y "In Search of Meaning" (1983), reflejan la influencia del psicoanálisis y las escuelas existenciales de psicoterapia en el desarrollo de la psicoterapia positiva. Además, el título Positive Family Therapy (1980) subraya su crecimiento paralelo al de la terapia familiar sistémica durante la década de 1970. En total, Peseschkian fue autor de 29 libros y numerosos artículos sobre este enfoque, contribuyendo a su amplia bibliografía y difusión.

## Desarrollo e historia

### 1970-1980s
La década de 1970 marcó un período importante en el desarrollo y la aceptación de la psicoterapia positiva tal como la conocemos hoy. Sirvió como punto de inflexión cuando la PPT obtuvo un mayor reconocimiento dentro del campo de la psicoterapia. Durante esta época, los principios fundacionales de la PPT empezaron a tomar forma y se pusieron en práctica en el tratamiento de numerosos pacientes y sus familias. Estos principios también se sometieron a pruebas y se presentaron en conferencias internacionales, tanto dentro como fuera de Alemania. En esta importante época se publicaron cuatro de los cinco libros fundamentales de la TPP. Estos libros incluyen Psychotherapy of Everyday Life (publicado originalmente como Schatten auf der Sonnenuhr en 1974), Positive Psychotherapy (publicado originalmente en alemán en 1977), Oriental Stories in Positive Psychotherapy (publicado originalmente en alemán en 1979), y Positive Family Therapy (publicado originalmente en alemán en 1980). Además, la década de 1970 fue testigo del establecimiento de las primeras formaciones de postgrado en PPT, con la creación de una organización de formación en 1974, que más tarde se convirtió en el precursor de la Academia de Psicoterapia de Wiesbaden (WIAP). La Cámara Médica de Hesse reconoció esta organización de formación en 1979 para la formación de residentes en psicoterapia. Además, en 1977 se fundó la Asociación Alemana de Psicoterapia Positiva, que se convirtió en la primera asociación nacional de psicoterapia positiva del mundo.
A lo largo de la década de 1980, el TPP experimentó un desarrollo continuo, que dio lugar a la publicación de libros adicionales, como En busca del significado (publicado originalmente en alemán en 1983 y traducido posteriormente al inglés en 1985). Los esfuerzos de colaboración con jóvenes colegas contribuyeron aún más a la sistematización del método PPT. Un hito significativo durante esta época fue la finalización de la disertación de Hamid Peseschkian en 1988, que supuso la primera disertación centrada exclusivamente en la TPP. Dentro de esta disertación, se realizó un importante avance en la estructuración de la primera entrevista en la TPP. Se introdujo un cuestionario específicamente diseñado para esta entrevista inicial, que posteriormente fue sometido a un estudio psicodinámico. En 1988, este cuestionario para la primera entrevista, junto con el WIPPF (cuestionario en PPT), fue publicado con pequeñas modificaciones. Este precursor de la posterior primera entrevista psicodinámica semiestructurada fue uno de los primeros ejemplos dentro del campo de la psicoterapia psicodinámica.
En la década de 1980, Peseschkian viajó mucho para impartir seminarios sobre el TPP en países en desarrollo de Asia y América Latina. En esa época se tradujeron al inglés importantes obras del TPP. Peseschkian también impartió seminarios sobre formación de directivos y coaching, generando interés por la aplicación del TPP en estos campos.

### 1990-2010
Durante este periodo, Peseschkian publicó su última obra fundamental, Psicosomática y psicoterapia positiva, en 1991 (versión alemana) y posteriormente traducida al inglés en 2013. Este libro introdujo un enfoque estructurado y psicodinámico para tratar diversos trastornos psicológicos y físicos.
Los cambios políticos en Europa Central y Oriental durante la década de 1990 aceleraron enormemente la expansión internacional del TPP, que ya había comenzado en la década de 1980. El PPT despertó un gran interés en estas culturas, que ocupaban una posición psicológica única entre las culturas orientales y occidentales. Los colegas de Europa del Este, conocidos por sus métodos de trabajo organizados y su sed de conocimientos, desempeñaron un papel crucial en la sistematización de los seminarios de PPT fuera de Alemania. En 1990, se habían establecido más de 30 centros en todo el mundo, empezando por el primero en Kazán, Rusia. Las primeras asociaciones nacionales de psicoterapia positiva se formaron en Bulgaria (1993), Rumanía (2004) y Rusia La internacionalización de la PPT continuó con el registro legal del Centro Internacional de Psicoterapia Positiva en 1996 como ONG en Alemania, que más tarde evolucionó hasta convertirse en la Asociación Mundial de Psicoterapia Positiva y Transcultural (WAPP). Estos acontecimientos coincidieron con la creación de la Asociación Europea de Psicoterapia (EAP) en Viena en 1990, que estableció normas profesionales y legales para la psicoterapia. Los representantes de la psicoterapia positiva han participado activamente en la EAP desde su creación.
En los países de habla alemana, la publicación de Klaus Grawe en 1994 y el consiguiente debate en torno a las leyes de psicoterapia suscitaron un debate sobre la eficacia de los distintos métodos de psicoterapia. En respuesta, Peseschkian y sus colegas llevaron a cabo un extenso Estudio de Eficacia de la Psicoterapia Positiva, que recibió el Premio Richard Merten en 1997. Este estudio proporcionó pruebas empíricas de la eficacia práctica de la PPT y se alineó con el creciente énfasis en las prácticas basadas en pruebas en psicoterapia.
En 1999, se publicó un plan de formación internacional para estudios avanzados en PPT, basado en experiencias de distintos países. El año 2000 marcó la inauguración de la formación internacional anual de formadores en psicoterapia positiva. La expansión de la TPP se formalizó en Alemania, donde la Academia de Psicoterapia de Wiesbaden (WIAP) recibió el reconocimiento gubernamental para la formación de postgrado de psicólogos en psicoterapia psicodinámica, y de pedagogos y trabajadores sociales en psicoterapia de niños y adolescentes. La ley alemana para psicoterapeutas de 1998, impulsó nuevos desarrollos en el plan de estudios y la sistematización de la formación básica y avanzada en PPT, extendiendo su influencia más allá de Alemania. A lo largo de los años, los seminarios de nivel básico celebrados en Europa del Este propiciaron la aparición de nuevos conceptos. La TPP trascendió su contexto médico original y encontró aplicación en diversos ámbitos, como la educación escolar y universitaria, la formación de directivos y el coaching El primer congreso mundial de TPP se organizó en 1997 en San Petersburgo, Rusia, y desde entonces se celebra cada 3-4 años. En 2005, se completó el primer programa de posgrado que ofrecía una maestría en PPT en la Universidad UTEPSA de Santa Cruz, Bolivia. La Fundación Prof.-Peseschkian, también conocida como la Academia Internacional de Psicoterapia Positiva y Transcultural (IAPP), fue establecida en 2005 por Manije y Nossrat Peseschkian. Facilita iniciativas internacionales y supervisa la gestión de los Archivos Internacionales de Psicoterapia Positiva.

### Desde 2010
Con el fallecimiento de Nossrat Peseschkian como fundador de PPT en 2010, la comunidad PPT entró en una nueva fase.
La Asociación Mundial para la Psicoterapia Positiva y Transcultural (WAPP) es la organización paraguas mundial para la psicoterapia positiva. Establecida en 1996 como el Centro Internacional de Psicoterapia Positiva, la WAPP comprende miembros individuales, asociaciones nacionales, institutos de formación, centros y oficinas de representación a nivel nacional y regional. Su objetivo principal es proporcionar apoyo a sus miembros y a las personas interesadas en estudiar, practicar y promover la Psicoterapia Positiva. La WAPP está registrada como una organización sin ánimo de lucro en Wiesbaden, Alemania, y en 2023 cuenta con más de 2.200 miembros individuales en 50 países.
La psicoterapia positiva es una modalidad oficialmente reconocida por la Asociación Europea de Psicoterapia (EAP). La Federación Europea de Centros de Psicoterapia Positiva (EFCPP) es una organización que opera en toda Europa, sirviendo como Organización de Ámbito Europeo (EWO), Acreditadora de Ámbito Europeo. (EWAO), y un Instituto Europeo Acreditado de Formación en Psicoterapia (EAPTI) a través de la IAPP-Academy, afiliada a la EAP. Los aspirantes a psicoterapeutas pueden obtener el Certificado Europeo de Psicoterapia (ECP) en Psicoterapia Positiva realizando la formación con la EFCPP.
La psicoterapia positiva es una marca registrada en los Estados Unidos de América (registro n.º 6.082.225) En 2016, la psicoterapia positiva se registró oficialmente en la Unión Europea y en Suiza.
En 2023, se habían creado asociaciones nacionales del TPP en Alemania, Bulgaria, Georgia, Rumanía, Kosovo, Ucrania y Etiopía. Además, el TPP se promueve activamente a través de centros de formación locales o regionales en Alemania, Armenia, Austria, Bielorrusia, Bulgaria, China, Chipre, Georgia, Kosovo, Letonia, Macedonia del Norte, Polonia, Reino Unido, Rumanía, Rusia, Turquía y Ucrania. Los seminarios y conferencias sobre PPT han llegado a más de 80 países de todo el mundo. En particular, la TPP se incluye ahora en los planes de estudio de los programas de psicología y psicoterapia de universidades de Bulgaria, Rusia, Ucrania y Turquía.

## Teoría

### Características principales
Los fundamentos del TPP se basan en teorías científicas que también pueden encontrarse en otras terapias. Sin embargo, el método de Peseschkian combina elementos de las teorías y prácticas de la psicoterapia psicodinámica y humanista para crear un enfoque de psicoterapia transcultural. La PPT también aplica un enfoque integrador que tiene en cuenta las necesidades individuales del cliente, los principios salutogenéticos, la terapia familiar y las herramientas de autoayuda.
Principales características del método PPT:
- Método de psicoterapia integradora
- Método psicodinámico humanista
- Sistema terapéutico cohesivo e integrado
- Método a corto plazo centrado en el conflicto
- Método sensible a la cultura
- Uso de historias, anécdotas y sabiduría Intervenciones y técnicas innovadoras
- Aplicación en psicoterapia, otras disciplinas médicas, asesoramiento, educación, prevención, gestión y formación.

### Principios fundamentales
Los tres principios fundamentales o pilares de la Psicoterapia Positiva son:
- El principio de esperanza
- El principio de equilibrio
- El principio de consulta

El Principio de Esperanza sugiere que los terapeutas intentan ayudar a los pacientes a comprender y percibir el significado y la finalidad de su trastorno o conflicto. En consecuencia, el trastorno se replantea de forma "positiva", lo que conduce a interpretaciones positivas. He aquí algunos ejemplos:
- Las alteraciones del sueño se consideran la capacidad de permanecer alerta y desenvolverse con un sueño limitado.
- La depresión se considera la capacidad de experimentar y expresar profundamente las emociones en respuesta a los conflictos.
- La esquizofrenia se considera la capacidad de existir simultáneamente en dos mundos o en un reino de fantasía vívida.

Al adoptar esta perspectiva optimista, se hace posible un cambio de punto de vista no sólo para el paciente, sino también para su entorno. Así, las enfermedades cumplen una función simbólica que tanto el terapeuta como el paciente deben reconocer. El paciente aprende que los síntomas y las quejas de la enfermedad actúan como señales para restablecer el equilibrio en las cuatro dimensiones de su vida.
El Principio de Equilibrio reconoce que, a pesar de las variaciones sociales y culturales, todos los individuos tienden a confiar en mecanismos de afrontamiento comunes cuando se enfrentan a sus problemas. Nossrat Peseschkian, junto con el Modelo de Equilibrio de la Psicoterapia Positiva, ha desarrollado un enfoque dinámico y contemporáneo para la resolución de conflictos en diferentes culturas. Este modelo destaca cuatro aspectos fundamentales de la vida:
- Cuerpo/Salud - preocupaciones psicosomáticas.
- Logros/trabajo: factores que contribuyen al estrés.
- Contacto/Relaciones: posibles desencadenantes de la depresión.
- Futuro/Fantasía/Sentido de la vida - miedos y fobias.

Aunque estos cuatro dominios son inherentes a todos los seres humanos, las sociedades occidentales tienden a dar prioridad a las áreas del bienestar físico y el éxito profesional, mientras que el hemisferio oriental pone mayor énfasis en las conexiones interpersonales, la imaginación y las aspiraciones futuras (un aspecto transcultural de la Psicoterapia Positiva). Se sabe que un contacto insuficiente y la falta de imaginación contribuyen a diversas enfermedades psicosomáticas.
Cada individuo desarrolla sus propias preferencias de afrontamiento cuando se enfrenta a conflictos. Sin embargo, cuando predomina un modo concreto de resolución de conflictos, otros modos pueden quedar eclipsados. Los contenidos de los conflictos, como la puntualidad, el orden, la cortesía, la confianza, el tiempo y la paciencia, se clasifican como capacidades primarias y secundarias, construidas sobre las capacidades fundacionales del amor y el conocimiento. Esto puede considerarse una diferenciación basada en el contenido del modelo clásico de Freud del id, el ego y el superego.
El Principio de Consulta introduce el concepto de las cinco etapas de la terapia y la autoayuda, que están estrechamente entrelazadas en la Psicoterapia Positiva. En estas etapas, tanto el paciente como su familia son informados colectivamente sobre la enfermedad y la solución individualizada para ella. Las cinco etapas son las siguientes
1. Observación y distanciamiento: Esta etapa consiste en percibir y expresar los deseos y los problemas manteniendo un cierto nivel de distanciamiento emocional.
2. Realización del inventario: Las capacidades cognitivas entran en juego cuando el paciente reflexiona sobre acontecimientos vitales significativos ocurridos en los últimos 5 a 10 años.
3. Estímulo situacional: La autoayuda y la activación de los recursos internos se convierten en el centro de atención en esta fase. Se anima al paciente a recurrir a éxitos anteriores en la resolución de conflictos.
4. Verbalización: Se enfatizan las capacidades comunicativas del paciente, permitiéndole articular y expresar conflictos y problemas pendientes relacionados con las cuatro dimensiones de la vida.
5. Ampliación de objetivos: Esta etapa pretende fomentar una orientación de futuro en la vida una vez resueltos los problemas. Se plantea al paciente preguntas como: "¿Qué le gustaría hacer cuando se hayan resuelto todos los problemas? ¿Cuáles son sus objetivos para los próximos cinco años?".

Estas cinco etapas abarcan un enfoque global de la terapia y la autoayuda, proporcionando un marco para abordar los diversos aspectos del bienestar de un individuo y promover su crecimiento personal y sus aspiraciones futuras.
Psicoterapia positiva (PPT) es el nombre del procedimiento psicoterapéutico desarrollado por Nossrat Peseschkian (en 1968), médico iraní-alemán especializado en neurología, psiquiatría y psicoterapia. Nossrat logró establecer este procedimiento con éxito como un método psicoterapéutico independiente. El método pertenece a las psicoterapias psicodinámicas humanistas.

## Resumen
Psicoterapia positiva es un método en el campo de la psicología profunda (del término alemán Tiefenpsychologie) que se basa en una “imagen positiva del ser humano” cuyo enfoque está centrado en el procedimiento salutogénico, humanista y protector de los recursos.  
Está acreditada por varias instituciones (por ejemplo Cámara Médica Provincial del estado de Hessen en Alemania, European Association for Psychotherapy (EAP); Concilio de Psicoterapia Mundial (WCP), Federación Internacional de Psicoterapia (IFP) y otros organismos). 
Psicoterapia positiva integra elementos y técnicas de diferentes métodos psicoterapéuticos y usa historias y sabidurías (de la vida) de diferentes culturas para estimular la imaginación y las alternativas de imaginación en el sentido de un procedimiento enfocado en la protección de los recursos. 
Psicoterapia positiva se practica en más de 33 países teniendo aproximadamente 40 centros independientes. En un centro de formación para médicos (Instituto de formación de postgrado de psicoterapia y terapia familiar en Wiesbaden) son capacitados desde 1977, médicos, psicólogos y pedagogos en el campo de la psicoterapia positiva. 
La Academia de Psicoterapia de Wiesbaden (WIAP) es una de las instituciones líderes reconocida por el estado en la formación de postgrado para psicoterapia en Alemania. Desde 1974, más de 38.000 médicos, psicólogos y pedagogos han sido entrenados en Alemania en este método y además desde fines de los ochenta, miles de profesionales en Europa del este y los países asiáticos. 
Psicoterapia positiva es representada internacionalmente por la Asociación Mundial de psicoterapia positiva (WAPP). Los congresos mundiales de psicoterapia positiva han tenido lugar –en San Petersburgo, Rusia (1997), en Wiesbaden, Alemania (2000), en Varna, Bulgaria (2003), en Famagusta, Chipre (2007), en Estambul, Turquía (2010) y en Keimer/Antalya, Turquía (2014).  
Los programas de formación estandarizados (en forma de cursos de Master y Basic) están teniendo lugar en todo el mundo (por ejemplo, en Bolivia, Bulgaria, China, Chipre, Etiopía, Kosovo, Rumania, Rusia, Suiza, Turquía, Ucrania, etc.). 
En 1997, se realizó un estudio para evaluar la calidad de la psicoterapia positiva en Alemania. Los resultados muestran la alta eficacia que tiene esta forma de terapia a corto plazo. El estudio fue galardonado con el premio Richard-Merten. En 2006, Nossrat Peseschkian, fundador de la psicoterapia positiva, fue galardonado con la Orden del Mérito de la República Federal de Alemania.

## Enfoque

### Los objetivos
Los objetivos de la psicoterapia positiva son:
- Desarrollo de un enfoque positivo y transcultural en la Psicoterapia y la Medicina Psicosomática.
- Educación, autoayuda y prevención
- Fomento del entendimiento intercultural
- Integración de diferentes indicaciones terapéuticas

La psicoterapia positiva describe la psicoterapia tradicional y la medicina usando tres criterios: 
1. el enfoque psicopatológico con la intención de eliminar enfermedades, disturbios y conflictos
2. una variedad de métodos, que existen uno al lado de otro
3. la actitud pasiva del paciente.

Psicoterapia intenta ampliar el enfoque tradicional: 
1. un enfoque positivo como respuesta a la psicopatología
2. un enfoque de contenido como mediación en la cooperación de diferentes disciplinas técnicas (modelo de equilibrio, capacidades básicas y capacidades actuales)
3. una terapia de cinco etapas y autoayuda en el sentido de una resolución positiva del conflicto para activar al paciente y para apoyar la relación terapeuta-paciente – conforme la sabiduría oriental: "la manera de mantener la felicidad es compartiéndola”

### Principios básicos
Los tres principios fundamentales de la psicoterapia positiva son el enfoque positivo, el enfoque de contenido y el enfoque estratégico (principio de la esperanza – principio de equilibrio - principio de consulta).
1. El principio de la esperanza implica que no se trata de eliminar inmediatamente un trastorno sino primero que todo entenderlo en un contexto más amplio y responder a sus aspectos positivos. 
La palabra "positivo" (lat. positum) significa "el real", "el dado", "realmente" – el objetivo de los psicoterapeutas positivos es ayudar a sus pacientes a hacer el trastorno transparente y reconocer su significado (capacidades básicas y capacidades actuales).   
Por consiguiente, la enfermedad será reinterpretada. Algunos ejemplos:  
- Insomnio es la capacidad de estar alerta y sobrevivir con poco sueño.
- Depresión es la capacidad de reaccionar con profunda emotividad a los conflictos
- Esquizofrenia es la capacidad de vivir en dos mundos o recurrir a vivir en un mundo de fantasía
- Anorexia nerviosa es la capacidad de llevarse bien con algunas comidas e identificarse con el hambre del mundo.

A través de este procedimiento hay un cambio de posición no solo del paciente sino de su entorno. Por lo tanto, las enfermedades tienen una función simbólica que tiene que ser reconocida por el terapeuta junto con el paciente. El paciente aprende que los síntomas y quejas de la enfermedad son señales para que sus cuatro ámbitos de vida se equlibren nuevamente.
2. Principio de equilibrio: Dinámica y contenido de conflictos. Las cuatro cualidades de la vida así como las cualidades primarias y secundarias.  
A pesar de las diferencias sociales y culturales y la singularidad de cada ser humano, se puede observar que en la superación de problemas todos los seres humanos aplican formas típicas para solucionar problemas. Thomas Kornbichler explica: "Nossrat Peseschkian ha formulado con el modelo de equilibrio de la psicoterapia positiva (un enfoque contemporáneo innovador a la psicoterapia dinámica) un modelo claro para solucionar los conflictos en diferentes culturas."  
Las cuatro áreas de la vida son:  
- Cuerpo, sentido – psicosomática,
- Rendimiento, actividades - factores de estrés,
- Contacto, prójimo– depresión,
- Fantasía, futuro, cosmovisión - temores y fobias.

Si nos metemos en conflictos por estrés o micro-trauma podemos expresar nuestra situación de conflicto de cuatro formas típicas para la solución de conflictos:
- modos orientados al cuerpo
- modos orientados al rendimiento
- modos orientados a las relaciones
- modos orierntados a la fantasía

Aunque estas cuatro gamas son inherentes a todos los seres humanos, en el hemisferio occidental está el énfasis, más a menudo en las áreas cuerpo/sentidos y profesión/logro en contraste al hemisferio oriental donde están las áreas de contacto, la fantasía y el futuro (aspecto transcultural de la psicoterapia positiva). 
La falta de contacto y la imaginación son algunas de las causas de muchas enfermedades psicosomáticas. Todo el mundo desarrolla sus propias preferencias sobre cómo lidiar con los conflictos emergentes. A través de la formación unilateral de uno de los modos de solución de conflicto, los otros modos pasarán a un segundo plano.  
Esta unilateralidad en las cuatro calidades de vida conduce a ocho modos típicos del procesamiento del conflicto, dependiendo de si se trata de una variante activa o pasiva: 
- Sobrecompensación en culto del cuerpo (sobre valoración narcisista del cuerpo)
- La descompensación en la enfermedad somática (somatización, adicciones a determinados elementos, factores de riesgo: sobrepeso, etc.)
- Sobrecompensación en actividad y rendimiento
- Descompensación en problemas de rendimiento y de concentración
- Sobrecompensación en la sociabilidad
- Descompensación en soledad
- Sobrecompensación de megalomanía, delirio, etc.
- Descompensación en acontecimientos sin sentido, temores existenciales, etc.

El contenido del conflicto (por ejemplo, puntualidad, orden, cortesía, confianza, tiempo, paciencia) se describe en términos de capacidades de primarias y secundarias, basadas en las capacidades básicas de amar y conocer. Esto puede ser visto como una diferenciación de contenido del modelo clásico de Freud de las instancias.
3. Principio de la consulta: Las cinco etapas de la terapia y autoayuda.  
Las cinco etapas de la psicoterapia positiva representan un concepto en el cual la terapia y autoayuda están estrechamente relacionados. El paciente y la familia son informados sobre la enfermedad y la solución individual. 
- Etapa 1: observación; distanciamiento (capacidad de percepción: la capacidad de expresar deseos y problemas)
- Etapa 2: inventario (capacidades cognitivas: eventos en los últimos 5 a 10 años)
- Etapa 3: animación situacional (autoayuda y activación de recursos del paciente: la capacidad de utilizar conceptos positivos y éxitos de las actuales soluciones de conflictos)
- Etapa 4: verbalización (capacidades comunicativas: la habilidad de expresar los conflictos pendientes y problemas en las cuatro calidades de vida)
- Etapa 5: ampliación de objetivos (capacidades éticas y morales del paciente para el futuro: la pregunta ¿Qué quiere hacer, cuando no le queden más problemas por resolver?¿Qué metas tiene para los próximos 3 a 5 años?)

Ayudar a cambiar posición: En lugar de discutir las mismas problemáticas se movilizan los recursos del paciente por historias y proverbios. Historias, parábolas, alegorías y sabidurías facilitan en la psicoterapia positiva la reubicación emocional y mental -"puedes quedarte en tu posición, pero no deberías sentarte en él". Con ejemplos interculturales e historias se suprimen los prejuicios y resentimientos. Las historias pueden verse como un enfoque decisivo para un cambio de conciencia que a su vez es la premisa para un cambio en, por ejemplo, la conducta política, económica, médica y ambiental.

## Concepto del ser humano
Psicoterapia positiva coloca el desarrollo individual de una persona en el contexto de la globalización. Por primera vez en la historia de la humanidad está surgiendo una sociedad global interconectada cuya característica es su diversidad cultural. 
El proceso de la globalización – no solo en el plano político sino sobre todo a nivel mental – no tendrá lugar sin desafíos. El reto será adaptar el procedimiento metodológico a la situación actual. Es necesario un cambio de pensamiento- de una consideración monocultural y monocausal a una multicausal y multicultural.
Este tipo de experiencias y reflexiones hicieron que Nossrat Peseschkian entendiera al ser humano – especialmente en psicoterapia – no solo como un individuo aislado, sino que también considerara sus relaciones interpersonales y – de acuerdo con su propio desarrollo – su situación "intercultural" lo que finalmente determinan su esencia.

Sus propias experiencias son caras las agenas son preciadas.

La imagen del ser humano en la psicoterapia positiva puede compararse a la de psicología humanista. En contraste con el determinismo de unidades físicas y emocionales en el psicoanálisis clásico o la imagen de una "máquina humana" en la clásica teoría del conductivismo, el ser humano es considerado básicamente bueno y sano en la psicoterapia positiva.
El ser humano tiene una gran cantidad de capacidades que se colocan como las semillas, pero que necesitan y deben ser desarrolladas a través de la educación y la autoeducación.

## Publicaciones
Hoy, hay más de 26 libros importantes sobre psicoterapia positiva, de los cuales algunos han sido publicados en más de 23 idiomas.
Algunos de los principales son:
- Peseschkian, Nossrat (2006). Si quieres algo que nunca has tenido, entonces haz algo que nunca hiciste. Sterling Pvt. ISBN 1-84557-509-1.
- Peseschkian, Nossrat N; Walker, Dr. Robert R (1987). Psicoterapia positiva, teoría y la práctica de un nuevo método. Berlín: Springer-Verlag. ISBN 978-0-387-15794-8. (traducido) (primera edición alemana de 1977)
- Peseschkian, Nossrat (1986). Cuentos orientales como herramientas en psicoterapia: El mercader y el loro / con 100 ejemplos del caso para la educación y autoayuda. Springer-Verlag. ISBN 978-0-387-15765-8. (Primera edición alemana de 1979)
- Peseschkian, Nossrat. En busca de sentido. Springer. ISBN 978-0-387-15766-5.(primera edición alemana 1983)
- Peseschkian, Nossrat. Terapia familiar positiva. Springer. ISBN 978-0-387-15768-9., republicado India: Sterling editores Pvt. ISBN 978-81-207-1839-5 (primera edición alemana de 1980)
- Peseschkian, Nossrat. Psicoterapia de la vida cotidiana: formación en cooperación y ayuda mutua con 250 casos. Springer. ISBN 978-0-387-15767-2. (primera edición alemana 1974)